# Jacob Holmström
Jacob Holmström, född 14 april 1982, är en svensk kock och krögare från Simlångsdalen. Han är son till kocken Stefan Holmström och har gått på Sturegymnasiet i Halmstad.
Tillsammans med Anton Bjuhr drev Jacob Holmström restaurangen Gastrologik i Stockholm, som år 2013 belönades med en och år 2019 två Michelinstjärnor och som stängdes år 2022. Dessförinnan, år 2012, hade restaurangen tilldelats utmärkelsen Rising Star av restaurangguiden White Guide.
I april 2024 öppnade han tillsammans med sin hustru restaurangen Fyr i Tylösand.
Jacob Holmström vann 2021 års upplaga av Kockarnas kamp. År 2021 röstades han fram som Kockarnas kock i en branschintern omröstning. Han var huvudansvarig för 2023 års Nobelbankett.